# Aeroporto Internazionale di Washington-Dulles

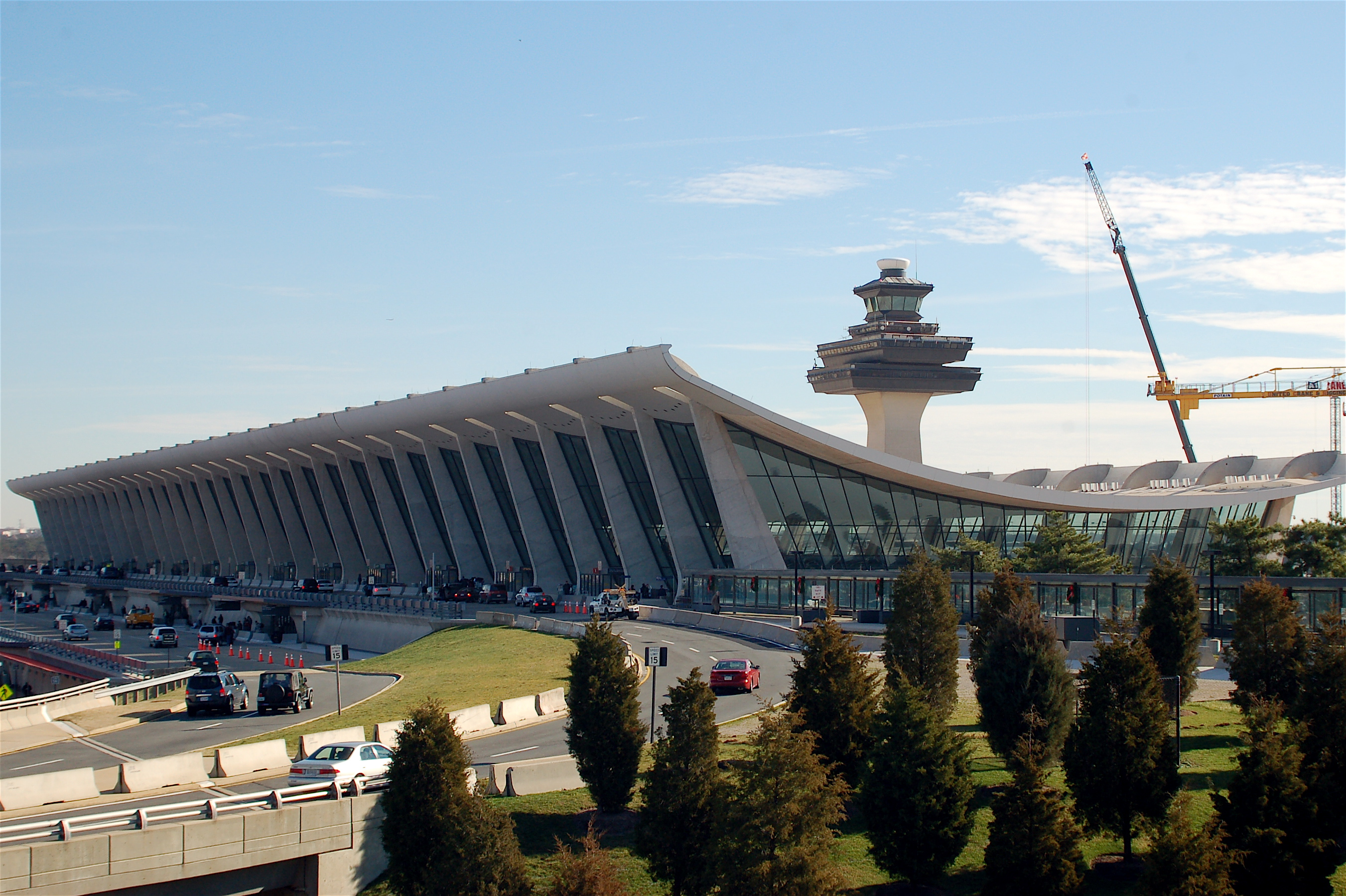
L'aerostazione principale.

L'Aeroporto Internazionale di Washington-Dulles (IATA: IAD, ICAO:KIAD) conosciuto anche come Dulles Airport, Washington Dulles o semplicemente Dulles, è un aeroporto internazionale situato a 25 miglia (40 km) a ovest del centro di Washington nelle contee statunitensi di Loudoun e Fairfax, in Virginia.
Insieme all'Aeroporto Nazionale Ronald Reagan (DCA) e a quello di Baltimora/Washington (BWI), serve l'area metropolitana di Washington-Baltimora. È il secondo più trafficato dei tre dopo quello di Reagan e gestisce i voli internazionali ed intercontinentali sulla capitale statunitense. 
Si tratta di un importante hub per United Airlines ed un'importante focus city per le compagnie dell'alleanza Star Alliance come Turkish e Lufthansa.
L'aeroporto porta il nome di John Foster Dulles, Segretario di Stato degli Stati Uniti sotto la presidenza di Dwight Eisenhower.